# Moritz Neumüller
 (août 2023).
Si vous disposez d'ouvrages ou d'articles de référence ou si vous connaissez des sites web de qualité traitant du thème abordé ici, merci de compléter l'article en donnant les références utiles à sa vérifiabilité et en les liant à la section « Notes et références ».
Pour les articles homonymes, voir Neumüller.
Moritz Neumüller, né en 1972, à Linz, en Autriche, est un conservateur, éducateur et artiste dans le domaine de la photographie, le vidéo et des nouveaux médias, il vit et travaille à Barcelone, en Espagne.

## Biographie
Moritz Neumüller est titulaire d'une maîtrise en histoire de l'art ainsi que d'un doctorat en sciences de l'information et a travaillé pour plusieurs institutions artistiques, telles que le Museum of Modern Art de New York, PHotoEspaña à Madrid et PhotoIreland à Dublin. Il est actuellement[évasif] conservateur en chef de la Semaine du livre photographique d'Aarhus, au Danemark, et directeur du département de photographie de l'Instituto Europeo de Design (IED), à Madrid.      
En tant que conservateur, Moritz s'intéresse au travail contemporain réalisé par des photographes et des artistes des médias du monde entier, en particulier au travail documentaire, expérimental et socialement engagé.
Moritz Neumüller est un collaborateur régulier du European Photography Magazine (Berlin), et gère depuis 2010 une ressource en ligne pour les artistes visuels, appelée The Curator Ship, par lequel il partage des informations sur appels a candidatures et des offres professionnelles artistiques.
Il a réalisé des projets de commissariat sur et avec Michel Huneault, Ricardo Cases, Yamamoto Masao, Joan Fontcuberta, Rita Leistner, Cristina de Middel, Martin Parr, Arianna Sanesi, Stephen Gill, Chris Jordan, Irène Attinger, Dinu Li, Gabriel Orozco, Mireia Sallarès, Oliver Sieber & Katja Stuke, et Bernd & Hilla Becher.
Dans sa pratique artistique, Neumüller a tendance à faire un travail conceptuel, avec un fort caractère documentaire et social. Ses projets photographiques ont été exposés lors d'événements tels que la Biennale de la Habana et le Rencontre Euromaghrebine de Photographes à Kairouan, Tunisie ; et ses films et vidéos ont été présentés à la télévision et dans des festivals internationaux. 
En parallèle à sa pratique de conservateur et artiste, il travaille depuis plus de dix ans à rendre la culture accessible à tous, y compris aux personnes handicapées. En 2009, il a fondé le projet ArteConTacto, avec d'autres chercheurs dans le domaine, dans lequel il a développé un projet appelé Tactile Photography, basé sur l'idée d'un système de capture en 3D, afin d'enregistrer des informations de profondeur en même temps qu'une photographie numérique conventionnelle, pour faciliter aux personnes handicapées une approche a l'art, spécialement pour les aveugles; et ainsi en 2011, l'initiative MuseumForAll.eu, avec la mission de rendre les musées ouverts à tous les publicset promouvoir des mesures d'inclusion pour les personnes ayant des limitations physiques.   
En 2016, ArteConTacto a été invité à rejoindre le projet européen Arches, en collaboration avec des institutions interactionnelles telles que le KHM de Vienne, le V&A de Londres et le musée Thyssen de Madrid. 